# Tour de France de 1947
O Tour de France 1947 foi a trigésima quarta versão do Volta a França.
Iniciado no dia 25 de Junho e concluiu-se em 20 de Julho de 1947. A corrida foi composta por 21 etapas, no total de 4.640 km, que foram percorridos com uma média de 31,412 km/h pelo vencedor.
Iniciaram a competição 100 ciclistas em 10 equipes de 10 corredores. Chegaram a Paris 53 ciclistas sem que nenhuma das equipes chegou completa ao final.
Edouard Klabinski foi o primeiro ciclista polaco a participar no Tour.

## Resultados

### Classificação Geral
| Posição | Nome                | País    | Tempo velocidade média   |
| ------- | ------------------- | ------- | ------------------------ |
| 1       | Jean Robic          | França  | 148h 11' 25" 31,412 km/h |
| 2       | Edouard Fachleitner | França  | 3' 58"                   |
| 3       | Pierre Brambilla    | Itália  | 10' 07"                  |
| 4       | Aldo Ronconi        | Itália  | 11' 00"                  |
| 5       | René Vietto         | França  | 15' 23"                  |
| 6       | Raymond Impanis     | Bélgica | 18' 14"                  |
| 7       | Fermo Camellini     | Itália  | 24' 08"                  |
| 8       | Giordano Cottur     | Itália  | 1h 06' 03"               |
| 9       | Jean-Marie Goasmat  | França  | 1h 16' 03"               |
| 10      | Apo Lazarides       | França  | 1h 18' 44"               |

### Etapas
| Etapa | Percurso                      | km       | Vencedor da etapa   | Líder classificação geral |
| 1ª    | Paris-Lille                   | 236      | Ferdi Kubler        | Ferdi Kubler              |
| 2ª    | Lille-Bruxelas                | 182      | René Vietto         | René Vietto               |
| 3ª    | Bruxelas -Luxemburgo          | 314      | Aldo Ronconi        | René Vietto               |
| 4ª    | Luxemburgo -Estrasburgo       | 223      | Jean Robic          | René Vietto               |
| 5ª    | Estrasburgo-Besançon          | 248      | Ferdi Kubler        | René Vietto               |
| 6ª    | Besançon-Lyon                 | 249      | Lucien Teisseire    | René Vietto               |
| 7ª    | Lyon-Grenoble                 | 172      | Jean Robic          | Aldo Ronconi              |
| 8ª    | Grenoble-Briançon             | 185      | Fermo Camellini     | Aldo Ronconi              |
| 9ª    | Briançon-Digne-les-Bains      | 217      | René Vietto         | René Vietto               |
| 10ª   | Digne-les-Bains-Nice          | 255      | Fermo Camellini     | René Vietto               |
| 11ª   | Nice-Marselha                 | 230      | Edouard Fachleitner | René Vietto               |
| 12ª   | Marselha-Montpellier          | 165      | Henri Massal        | René Vietto               |
| 13ª   | Montpellier-Carcassonne       | 172      | Lucien Teisseire    | René Vietto               |
| 14ª   | Carcassonne-Luchon            | 253      | Albert Bourlon      | René Vietto               |
| 15ª   | Luchon-Pau                    | 195      | Jean Robic          | René Vietto               |
| 16ª   | Pau-Bourdeaux                 | 195      | Giuseppe Tacca      | René Vietto               |
| 17ª   | Bourdeaux-Les Sables d'Olonne | 272      | Eloi Tassin         | René Vietto               |
| 18ª   | Les Sables d'Olonne-Vannes    | 236      | Pietro Tarchini     | René Vietto               |
| 19ª   | Vannes-Saint-Brieuc           | 139 (CR) | Raymond Impanis     | Pierre Brambilla          |
| 20ª   | Saint-Brieuc-Caen             | 235      | Maurice Diot        | Pierre Brambilla          |
| 21ª   | Caen-Paris                    | 257      | Albéric Schotte     | Jean Robic                |

CR = Contra-relógio individual
CRE = Contra-relógio por equipes